# 見城悌治
見城 悌治（けんじょう ていじ、 1961年 -  ）は、日本の歴史学者。千葉大学国際教養学部教授。神奈川大学人文学研究所客員研究員。専門は日本史（思想文化）、東アジア交流史。群馬県出身。

## 人物・来歴
群馬県生まれ。1985年立命館大学文学部卒業。立命館大学大学院文学研究科博士後期課程単位取得退学。甲南大学・新潟大学などの非常勤講師、千葉大学国際教育センター准教授を経て現職。
2000年、立命館大学より博士（文学）の学位を取得（学位論文『近代報徳思想の研究』）。

## 単著
- 『渋沢栄一 「道徳」と経済のあいだ』日本経済評論社〈評伝・日本の経済思想〉、2008年
- 『近代報徳思想と日本社会』ぺりかん社、2009年（学位論文の増補・修正）
- 『近代の千葉と中国留学生たち』千葉日報社、2009年

### 共編
- 『渋沢栄一と「フィランソロピー」』1-7 飯森明子,井上潤共責任編集. ミネルヴァ書房, 2017-22

## 論文
- <見城悌治